# TAME
Transportes Aéreos Militares Ecuatorianos (TAME) era la compagnia aerea di bandiera dell'Ecuador ed era interamente di proprietà del governo del paese. Il vettore aveva sede a Quito mentre il suo hub principale era l'Aeroporto Internazionale Mariscal Sucre.

## Storia
La compagnia aerea militare venne fondata nel dicembre 1962 dal Colonnello Luis A. Ortega, che propose formalmente di creare un vettore con il nome di Transportes Aéreos Militares Ecuatorianos (TAME). Il 4 dicembre 1962, Luis A. Ortega, Hector Granja, Eduardo Sandoval, Alfredo Barreiro, Oswaldo Lara, Julio Espinosa, Teodoro Malo e Jose Montesinos effettuarono il primo volo con un Dakota C-47 condotto da Teodoro Malo sulla rotta da Quito, Esmeraldas, Bahía, Manta, Guayaquil, Cuenca e ritorno a Quito. Successivamente, furono aggiunti i DC-3 e DC-6 e nel 1970 furono acquisiti due Avro HS-748; inoltre il vettore, iniziò regolari voli internazionali verso L'Avana, Panama e Santiago del Cile. Nel corso degli anni, la compagnia aerea, ha rimodernato la flotta tramite l'ingresso degli Airbus A320-200, degli Embraer ERJ-170 e Embraer ERJ-190. Nel 2011 Tame è diventata una società sotto il controllo statale e non più sotto l'amministrazione dell'Aeronautica dell'Ecuador.
Il 19 maggio 2020, il governo dell'Ecuador ha deciso di liquidare la compagnia aerea e ha cessato tutte le operazioni. La compagnia aerea, che aveva lottato per diversi anni, ha affermato che le sue difficoltà sono state aggravate dall'impatto della pandemia di COVID-19.

## Accordi commerciali
A gennaio 2020 TAME aveva accordi di codeshare con le seguenti compagnie:
- Avianca[6]
- Copa Airlines[7]

## Flotta

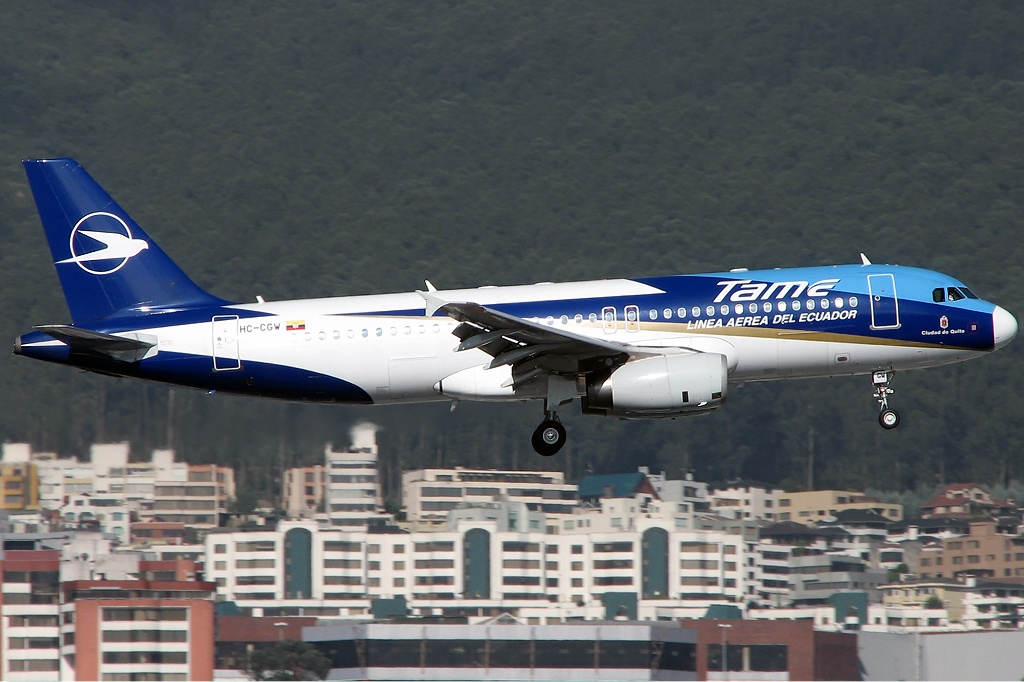
Un Airbus A320-200 di TAME

A gennaio 2020, la flotta TAME risultava composta dai seguenti aerei:
| Aereo           | In flotta | Ordini | Passeggeri | Passeggeri | Passeggeri | Note                      |
| Aereo           | In flotta | Ordini | C          | Y          | Totale     | Note                      |
| --------------- | --------- | ------ | ---------- | ---------- | ---------- | ------------------------- |
| Airbus A319-100 | 1         | —      | 12         | 150        | 162        |                           |
| Airbus A320-200 | 1         | —      | 12         | 150        | 162        |                           |
| ATR 42-500      | 3         | —      | —          | 50         | 50         |                           |
| Embraer ERJ-190 | 3         | —      | —          | 104        | 104        | Saranno ritirati nel 2020 |
| Totale          | 8         |        |            |            |            |                           |

### Flotta storica

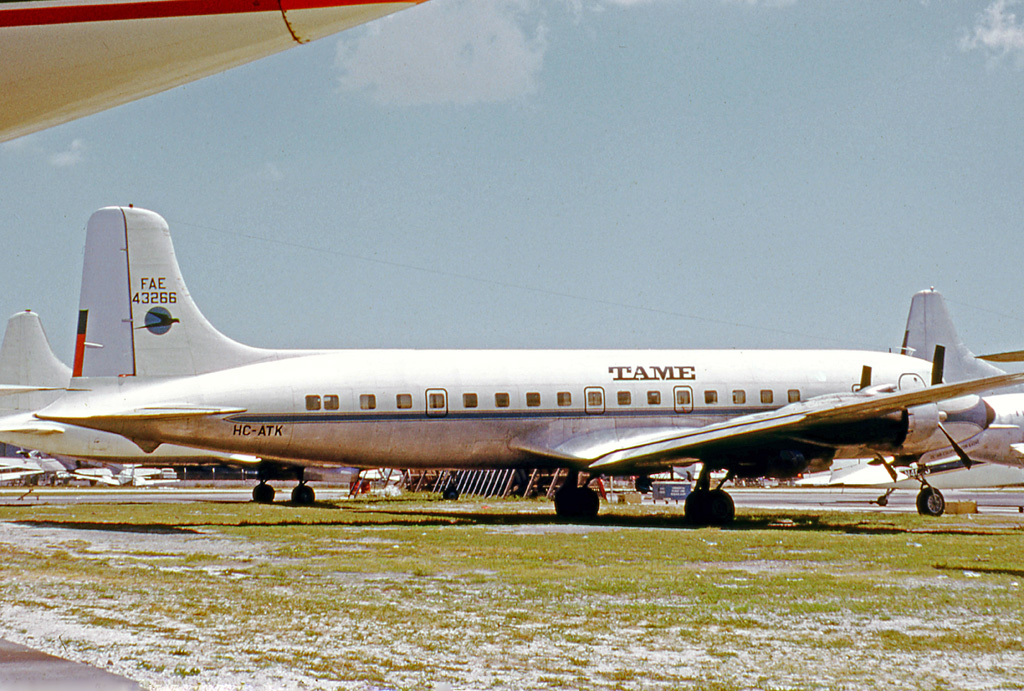
Un Douglas DC-6 di TAME.

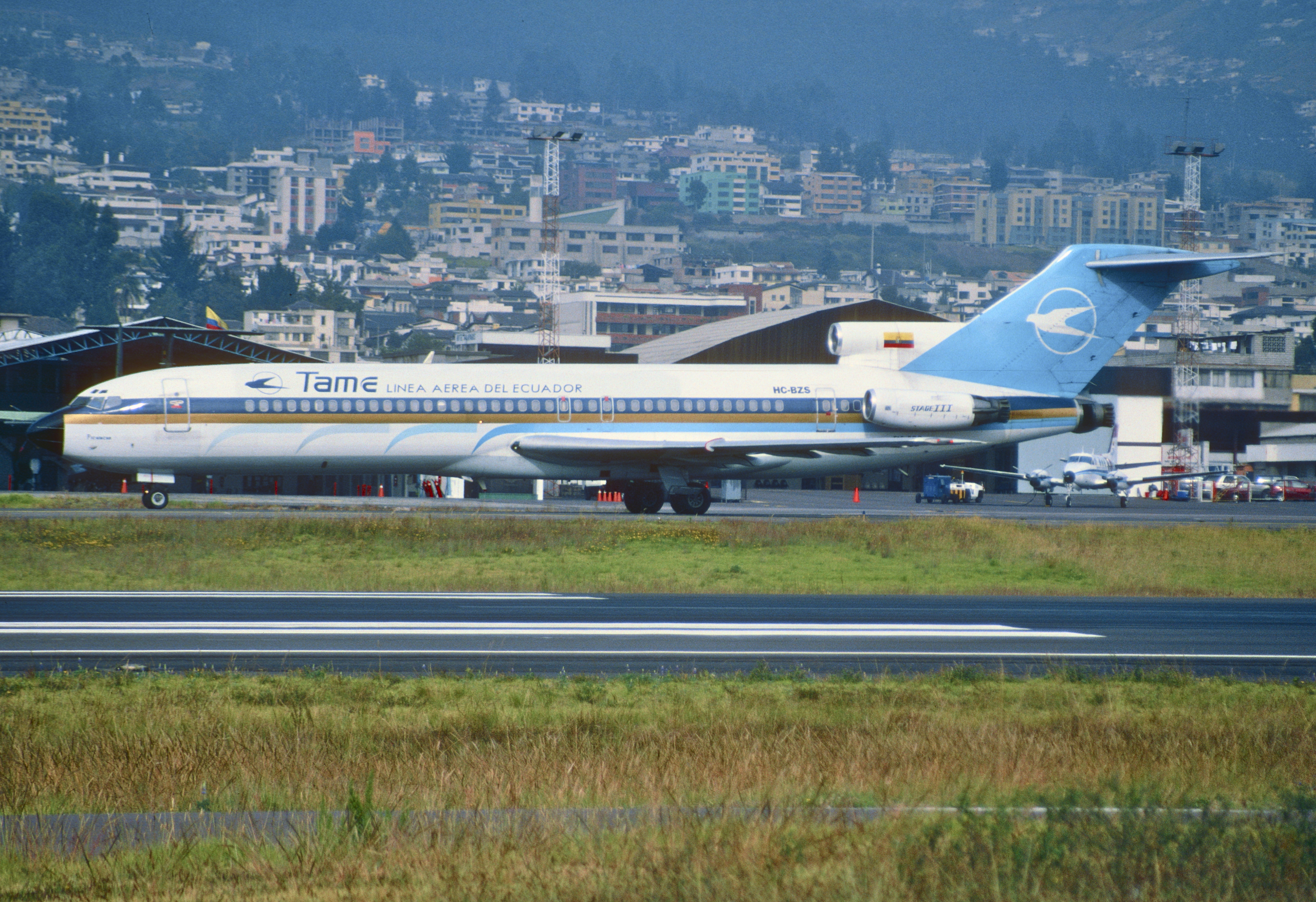
Un Boeing 727-200 di TAME.

Nel corso degli anni TAME ha operato con i seguenti modelli di aeromobili:
- Airbus A330-200
- Boeing 727–100
- Boeing 727–200
- Boeing 737-200
- Boeing 757-200
- Embraer ERJ-170
- Dakota C-47
- Douglas DC-3
- Douglas DC-6
- Fokker F28